# Reserva de fauna de Dja
La Reserva de fauna de Dja es un bien natural camerunés catalogado por la Unesco como Patrimonio Mundial de la Humanidad en 1987. 
El origen de los programas de protección data de 1950 cuando el Alto Comisionado Francés para Camerún creó la reserva. En 1982 fue designada como Reserva de la Biosfera por la UNESCO, y desde 1992 es administrada por ECOFAC, un programa financiado por la Unión Europea para el establecimiento de una red de áreas protegidas en el Continente Africano.
Este espacio protegido es una de las junglas africanas mejor conservadas, con un 90% de su superficie total completamente virgen. El río Dja bordea casi completamente el área, creando un paraíso para una de las más ricas regiones del planeta en términos de biodiversidad.
De entre las 107 especies de mamíferos que pueblan la reserva, es notable la gran variedad de primates. Algunas de las especies amenazadas son el elefante africano de bosque (Loxodonta ciclotys), el chimpancé (Pan troglodytes) o el gorila de llanura (Gorilla gorilla).
Para más información, véa www.dja.cm